# Enzo Avitabile
Enzo Avitabile   (Nàpols, 1 de març de 1955) és un cantautor, compositor i saxofonista italià. Des de 2009 ensenya com a catedràtic en el “Conservatori Statale di Musica di Santa Cecilia” de Roma, on imparteix la primera càtedra de World Music a Itàlia. En 2009 i en 2012 rep el prestigiós Premi Tenco pel millor disc en dialecte amb els seus àlbums Napoletana (2009) i Black Tarantella (2012).

## Biografia

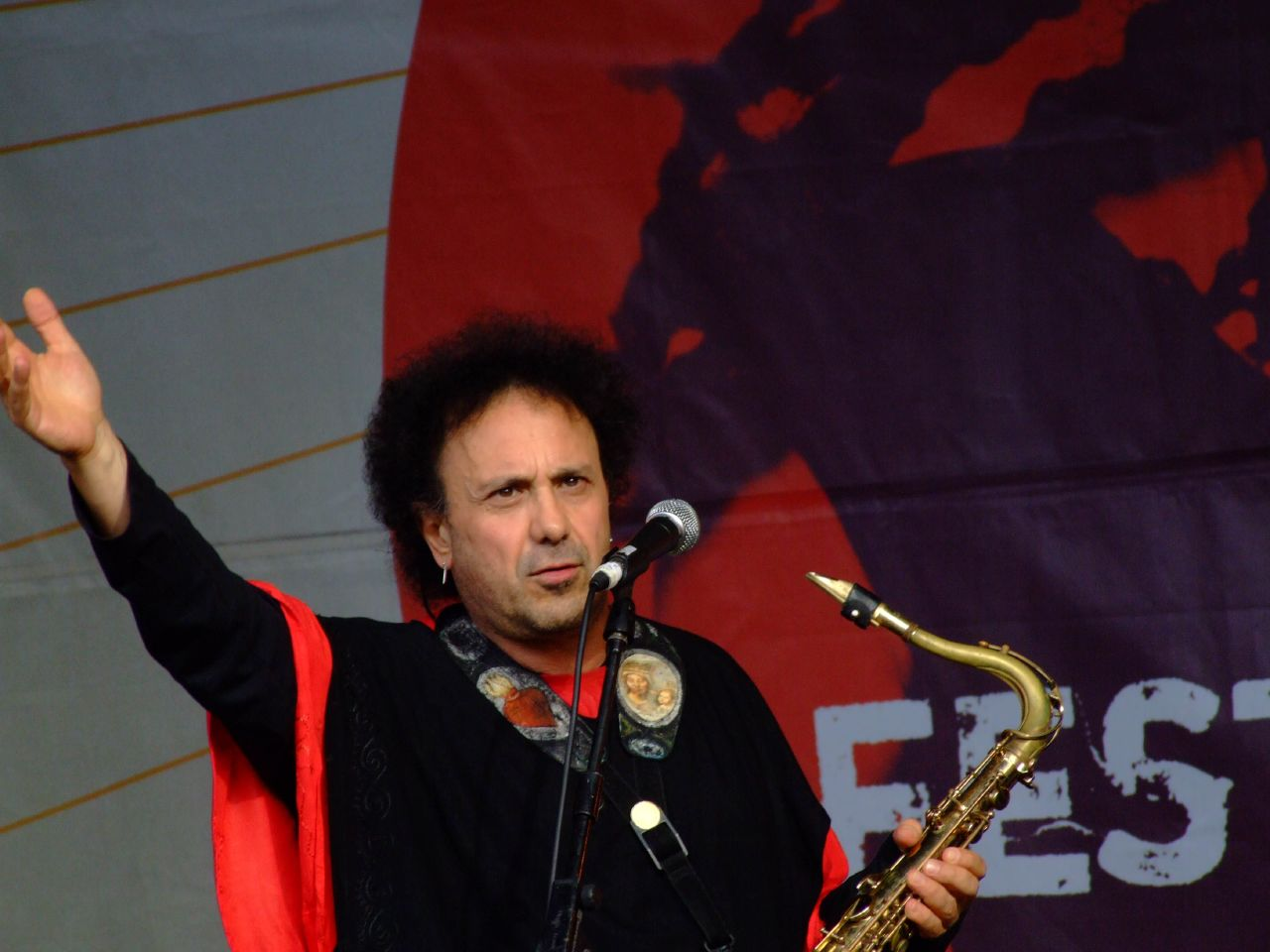
Enzo Avitabile en el 2006.

Crescut en la zona popular de Marianella, a la ciutat de Nàpols, Enzo Avitabile comença a estudiar música des de petit, aprenent a tocar el saxòfon. En un segon moment, es diploma en flauta en el Conservatori de San Pietro a Majella.
Al llarg de la seva carrera, s'ha especialitzat en diferents gèneres musicals, des del jazz fusió, passant per la música popular napolitana i la world music. Ha arribat a tocar amb artistes internacionals com Tina Turner o James Brown.
En 1979 participa en el segon àlbum del cantautor napolità Pi Daniele i novament, un any després, en l'àlbum Nero a metà del mateix autor, com a corista en el tema A me me piace 'o blues. També en 1979, toca el saxòfon baríton i tenor en Sono solo canzonette d'Edoardo Bennato. En 1982, es publica el seu primer treball discogràfic Avitabile, publicat per la casa discogràfica EMI, en el qual ja està present la influència de la música Black que marcarà la seva primera etapa musical.
Un any després, pren forma Meglio soul, on ressalten cançons com Charlie, dedicada a Charlie Parker, Gospel mio, cantada amb Richie Havens i When I believe. En 1986, es publica un dels seus treballs més coneguts, S.O.S. Brothers, que conté els èxits Soul Express i Black Out.
En 1988, es publica Alta tensione, la provocativa portada de la qual mostra una cadira elèctrica. En aquest disc es confirma la influència del funk i de la música afroamericana en la producció artística de Avitabile. D'aquest àlbum neix la col·laboració amb Afrika Bambaataa que confluirà successivament en el disc Street Happiness. En 1990, surt a la llum Stella dissidente que evidencia l'estil personal de l'artista i un any després Enzo Avitabile produït per Corrado Rustici, en el qual està inclosa la cançó en napolità Vide c'o' tengo.
En 1994, Avitabile publica Easy, un àlbum marcat per una gran experimentació melòdica, on posa música al poema de Totò, 'A livella, i canta el tema Leave Me or Love Me en duo amb Randy Crawford. Aquest és l'últim àlbum produït per la EMI, ja que en aquest període es deteriora la relació entre el cantautor napolità i la casa discogràfica, a causa de la incompatibilitat entre les exigències artístiques del músic i les finalitats comercials de la casa discogràfica. EMI arriba a definir-ho com a "artista incontrolable" per haver-se negat a participar en el Festival di Sanremo.
1996 és un any crucial per a la producció artística del cantautor napolità, un punt d'inflexió en la seva carrera que marca un retorn a les sonoritats de la tradició popular i a la cançó en Idioma napolità. En aquest any surt l'EP Aizete i l'àlbum Addo.
1999, any de la convocació de la UNICEF, és una altra data fonamental per a la trajectòria artística de Avitabile. Per a aquesta ocasió compon la cançó Mane e mane, un tema a dues veus interpretat amb l'artista africà Mory Kanté. Col·laboració musical que culminarà amb la realització de l'àlbum O-issa (1999).
El 2004, Enzo Avitabile decideix recuperar ulteriorment el patrimoni musical de la seva terra i assimilar-lo a la seva música. Neix així la col·laboració amb els Bottari di Portico, un ensemble compost per instruments atípics, barrils, barriques, botes de fusta i falçs de metall. Aquest complex de percussions, els orígens de les quals remunten al segle XIII, recupera un ritme ancestral de la tradició popular i pagesa. Uns "antics ritmes processionals que es converteixen en una tràngol saludable: no techno, sinó folk".
"A hores d'ara, s'havia fet indispensable des-americanitzar el meu llenguatge musical", afirmava Avitabile.

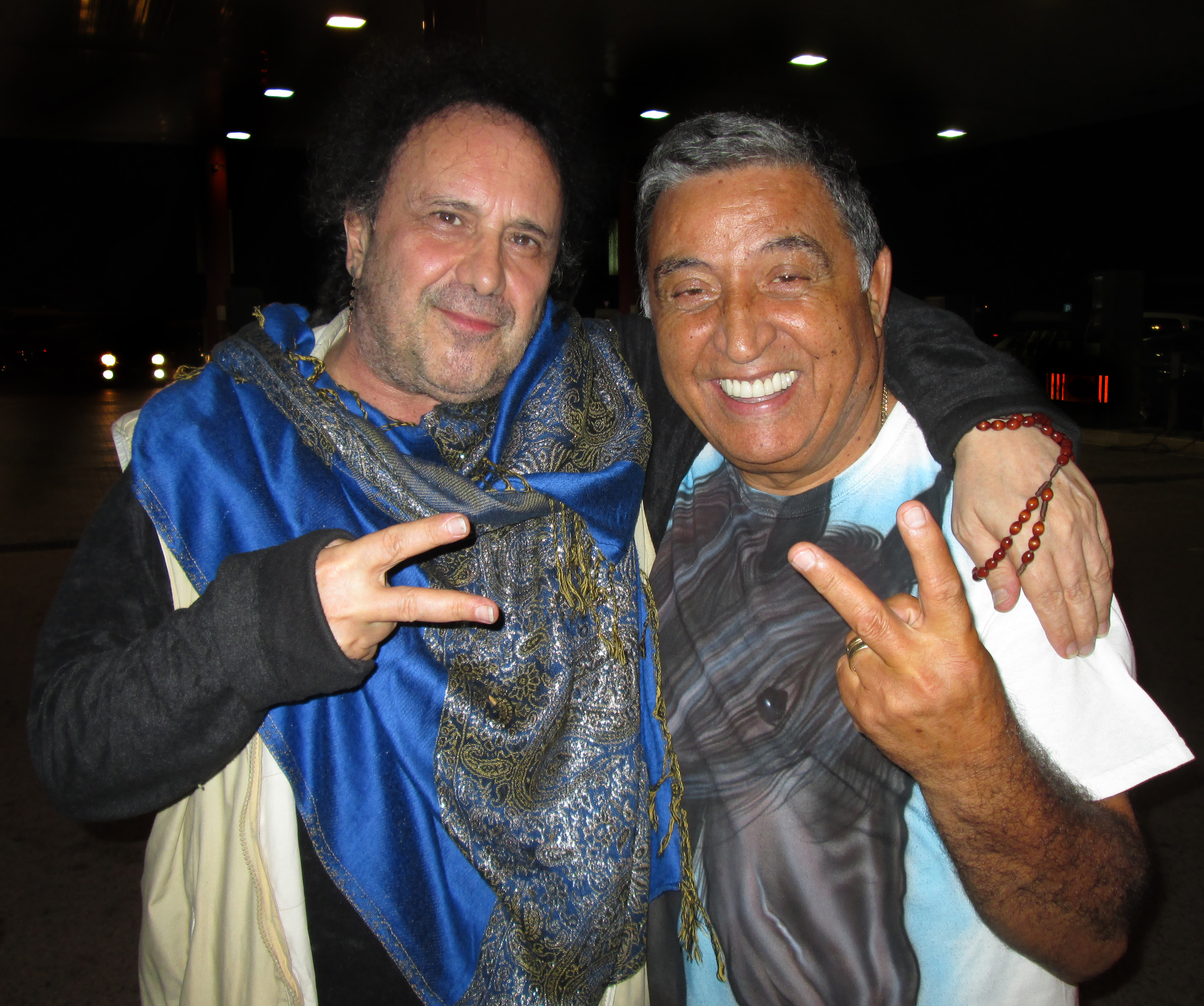
Mario Trevi i Enzo Avitabile (2015)

De la col·laboració amb els Bottari, neix “Salvamm’ ‘o munno”, un àlbum que ha obtingut fins a quatre nominacions als BBC World Music Awards. Aquest treball es compon a partir de la fusió dels ritmes típics de la litúrgia popular napolitana i de les sonoritats mediterrànies, també gràcies a la col·laboració d'artistes com Khaled, Manu Dibango, Zì Giannino del Xarrup, il Miserere di Sessa Aurunca, Luigi Lai, la Polifonica Alphonsiana e Bava Sissoko.
En 2006, publica Sacre Sud, un projecte on Avitabile abraça la música sacra popular. Dos anys després, cobra vida Napoletana, un projecte artístic dedicat a la recuperació de l'antic lirisme de la cançó napolitana. "Un projecte-recerca que torna naturalment a la font com els cants de treball i les villanelle però que al mateix temps està constituït per cançons completament inèdites escrites en el formigó de la ciutat, amb una mirada cap al passat i el cor que respira l'olor del futur. Música nova nascuda d'un art antic, original i plena de sentiment, rebuscada i innovadora en el llenguatge". En 2009, amb l'àlbum Napoletana, rep el prestigiós Premi Tenco 2009 pel millor disc de l'any en la categoria de la música en dialecte.
En 2012, surt el disc Black Tarantella, un àlbum que es compon de diferents col·laboracions amb arestes italians i internacionals, entre d'altres Franco Battiato, Enrique Morente i Soleá Morente. Amb l'àlbum novament guanya la Targa Tenco. En aquest mateix any, el director estatunidenc Jonathan Damme presenta al Festival Internacional de Cinema de Venècia el docu-film Enzo Avitabile Music Life, en què resumeix la trajectòria del músic napolità.
A l'any següent, la cançó Gerardo nuvola 'e povere, realitzada en col·laboració amb Francesco Guccini i continguda en l'àlbum Black Tarantella, guanya un premi especial atorgat per Amnistia Internacional Itàlia.
Des de 2009 decideix acceptar la proposta del Conservatori Statale di Musica di Santa Cecilia de Roma de tenir la primera càtedra de World Music a Itàlia. Al mateix temps publica el llibre didàctic Escales rares i ritmes del món, en el qual el músic recull les diferents escales musicals del món.